# 東玉出停留場
東玉出停留場（ひがしたまでていりゅうじょう）は、大阪府大阪市西成区玉出東にある阪堺電気軌道阪堺線の停留場。駅番号はHN59。

## 歴史
- 1911年（明治44年）12月1日：阪堺電気軌道（旧）の勝間駅（こつまえき）として開業。
- 1915年（大正4年）6月21日：南海鉄道との合併により、同鉄道の駅となる。
- 1941年（昭和16年）以降：東玉出停留場に改称。
- 1944年（昭和19年）6月1日：南海の会社合併により、近畿日本鉄道の駅となる。
- 1947年（昭和22年）6月1日：近鉄からの路線譲渡により、南海電気鉄道の駅となる。
- 1980年（昭和55年）12月1日：南海からの路線譲渡により、阪堺電気軌道の駅となる[1]。

## 停留場構造
併用軌道上にあり、交差点を挟んで斜向かいに乗り場が配置された、単式ホーム（千鳥式配置）2面2線の構成となっている。浜寺公園方面のりばには安全地帯があるものの、幅1 m弱の非常に狭いプラットホームとなっている。配線が西側に偏っている影響で上り線の道路幅に余裕がないため、恵美須町方面についてはホームや安全地帯が無く、路上に路面電車停留所のペイントが施された幅およそ50 cmの車道部分から直接乗降する。安全地帯のすぐ横を自動車などが通行するため、電車が来るまでの間は道路脇や手前の交差点角で待機する必要がある。上下線とも待合所・屋根は無い。
停留場の周辺道路は悪路となっているため、駅を利用する際は車の通行に注意する必要がある。

## 停留場周辺
- 南海本線・高野線岸里玉出駅 - 玉出口まで西へ約200メートル。
- 南海電気鉄道 玉出変電所 - 1911年竣工。レンガ造りの重厚な建造物。
- 阿部野神社
- 日本基督教団玉出教会
- HST西成スポーツセンター・西成屋内プール
- 銀のさら

### バス
大阪市営バス（赤バス）の玉出東二丁目停留所があり西成東ループが停車していたが、2013年3月31日をもって廃止された。

## 隣の停留場
阪堺電気軌道
■阪堺線
天神ノ森停留場 (HN58) - 東玉出停留場 (HN59) - 塚西停留場 (HN60)
- （）内は駅番号を示す。